# Аденозин-5′-фосфосульфат
Аденозин-5′-фосфосульфат (АФС, APS) — производное аденозинмонофосфата, сульфатированное по 5′-концу. Промежуточный продукт метаболизма сульфатов (SO42−) и сульфитов (SO32−).

## Метаболизм сульфата
АФС выступает в качестве промежуточного продукта в сульфатном дыхании микроорганизмов-сульфатредукторов (диссимиляционном восстановлении сульфата), а также ассимиляционном восстановлении сульфата бактериями и растениями. Образование АФС решает задачу увеличения редокс-потенциала соединения, поскольку неорганический сульфат — слабый акцептор электронов (редокс-потенциал пары SO42−/SO32− составляет −516 мВ, тогда как в паре АФС/SO32− он повышается до −60 мВ). В составе АФС сульфогруппа может восстанавливаться обычными клеточными переносчиками электронов (NADH, NADPH, ферредоксин, глутатион).

### Синтез
Реакцию переноса сульфата на АТФ с выделением пирофосфата осуществляет фермент сульфатаденилтрансфераза (АТФ-сульфурилаза):
АТФ + SO42− →  АФС +  ФФн
У высших растений АТФ-сульфурилаза существует в 2 формах: пластидной (основной) и цитозольной.

### Функции
В клетке АФС может либо направиться по пути восстановления до сульфита аденилилсульфатредуктазой (АФС-редуктазой), либо ещё раз быть фосфорилированным АФС-киназой с образованием 3′-фосфоаденозин-5′-фосфосульфата (ФАФС), который служит донором сульфогрупп при образовании различных сульфокислот.

## Метаболизм сульфита
У некоторых серобактерий описан противоположный процесс, при котором АФС синтезируется АФС-редуктазой из сульфита (SO32−) и АМФ:
АМФ + SO32− + H2O → АФС + 2H+/2e−
Далее АФС фосфорилируется АДФ-сульфурилазой или АТФ-сульфурилазой с поглощением соответственно ортофосфата или пирофосфата и высвобождением сульфата:
АФС +  Фн → АДФ + SO42−
АФС +  ФФн → АТФ + SO42−
В этом случае соединения серы служат донорами электронов, а АФС выступает в качестве фосфагена (иногда процесс ошибочно называют субстратным фосфорилированием).